# 上万巴赫
上万巴赫是德国莱茵兰-普法尔茨州的一个市镇。总面积3.99平方公里，总人口445人，其中男性239人，女性206人（2011年12月31日），人口密度112人/平方公里。